# Oenomys hypoxanthus
Oenomys hypoxanthus là một loài động vật có vú trong họ Chuột, bộ Gặm nhấm. Loài này được Pucheran mô tả năm 1855.